# Ахуново (Салаватський район)
Аху́ново (рос. Ахуново, башк. Ахун) — присілок у складі Салаватського району Башкортостану, Росія. Входить до складу Мечетлінської сільської ради.
Населення — 673 особи (2010; 633 в 2002).
Національний склад:
- башкири — 99 %